# Manche freilich
Manche freilich ist ein Gedicht von Hugo von Hofmannsthal. Entstanden um 1895/96, wurde es 1896 in der Zeitschrift Blätter für die Kunst gedruckt. Das Gedicht wurde von Rudolf Borchardt in seine Anthologie „Ewiger Vorrat deutscher Poesie“ (1926) unter der Überschrift „Schicksalslied“ aufgenommen.
Als Hugo von Hofmannsthal dieses Gedicht schrieb, war er um die zwanzig Jahre alt. Er hatte die Schulzeit beendet, Wehrdienst bei einem Dragoner-Regiment abgeleistet, und er veröffentlichte seine Texte ab dieser Zeit nicht mehr unter Pseudonym, sondern unter seinem Namen. Wien, seine Heimatstadt, war damals das so genannte „Zentrum des europäischen Wert-Vakuums“, wie es Hermann Broch formuliert hat.

## Inhalt
Das Gedicht beginnt mit den folgenden Versen:

Manche freilich müssen drunten sterben, 

Wo die schweren Ruder der Schiffe streifen, 

Andre wohnen bei dem Steuer droben, 

Kennen Vogelflug und die Länder der Sterne.

## Interpretationen
Mit dem Begriff „Schiff“ wollte Hugo von Hofmannsthal vermutlich die Galeeren der Vergangenheit in Erinnerung rufen, um eine Welt darzustellen, in der das „drunten“ und „droben“ streng voneinander abgegrenzt ist. Oben saßen die Offiziere, unten ruderten die Sklaven. Gleichzeitig stehen die Schiffe als Metapher für das Staatsschiff.

## Kommentare
Der Lyriker und Essayist Albert von Schirnding schreibt in seinem Kommentar zu diesem Gedicht: „Das Gedicht kommt daher wie ein prächtiges venezianisches Schiff. Langsam zieht es, mit erlesenen Worten und kostbaren Bildern geschmückt, durch das sanft bewegte Element der Sprache“.
Hilde Spiel betrachtet Hofmannsthal in ihrem kleinen Essay „Uralte Müdigkeiten“  als Kind einer Zeit, – der „letzten Dekade des neunzehnten Jahrhunderts“ –, die überladen war mit Ornamenten und „sinnlosem Bric-à-brac wie ein plüschener Makart-Salon“. Es sei wohl undenkbar, „daß dergleichen in Hofmannsthals Lyrik nicht Eingang gefunden hätte.“ Aber es gibt da Gedichte, in denen nahezu „alle selbstgefälligen Ästhetizismen ausgemerzt sind“, in denen die Empfindung und die komplizierte Seelenhaltung gespiegelt sind, denen der Autor wohl ausgeliefert war. „Manche freilich… ist ein solches Gedicht. Es erfaßt jenen Widerspruch zwischen dem Schwerblütigen und dem Leichtlebigen, den Hofmannsthal immer in sich trug und dem er zu der Zeit, als er es schuf, in seiner Umgebung allenthalben begegnen mußte“.
Konrad Heumann, einer der Herausgeber der Hofmannsthal-Gesamtausgabe, sieht einen späten Reflex auf das Gedicht in der zeitgenössischen Popmusik. In einem Interview mit der Frankfurter Rundschau sagt er in Bezug auf die Aktualität von Lyrik: „Nehmen Sie zum Beispiel Rammstein, da gibt es in einem Lied den Vers „Manche führen, manche folgen“ [...], Das klingt irgendwie totalitär, zugleich erinnert es an Hofmannsthals Gedicht „Manche freilich müssen drunten sterben“ von 1895 und damit an ein dialektisches Programm von ästhetischer Führerschaft, das des Publikums bedarf. Rammstein scheinen Hofmannsthal gut zu kennen“.

## Tonaufnahmen
- Konstantin Wecker liest „Manche freilich“ von Hugo von Hofmannsthal YouTube
- Hugo von Hofmannsthal reads Manche freilich YouTube